# 游正中
游正中（？—？），字龍猶，江西撫州府臨川縣人，明末清初政治人物。同進士出身。

## 生平
崇祯六年（1623年）癸酉科江西鄉試第九十五名舉人，崇禎七年（1634年），联登甲戌科進士，吏部观政，六月授南直青浦知县，九年被論革职，十五年降補苑馬寺録事。

## 家族
曾祖游必光，耆德冠带；祖游炌，冠带省祭；生祖游瑛；父游凤瀛，庠生。